# 莘朱路
莘朱路是中华人民共和国上海市闵行区的一条东西向道路，因其西起莘庄，东到朱行，取莘庄、朱行二地首字得名。1998年修上海外环高速后便分为两段：一段西起闵城路接广贤路，东至上海外环高速外圈莘朱路入口，位于外环以南；另一段位于外环以北，西起莲花南路，向东经朱行至龙州路接莘朱东路。